# Radhouane Charbib
Radhouane Charbib (arabe : رضوان شربيب), né le 27 octobre 1968 à Ras Jebel (nord-est de la Tunisie), est un Tunisien connu comme étant le plus grand homme vivant jusqu'à ce que soit mesuré Bao Xishun le 15 janvier 2005. Il est le quatrième d'une famille de neuf enfants dont trois filles et six garçons.
Sa taille de 2,36 m est établie par le Livre Guinness des records le 23 avril 1999 au Hilton de Tunis,. Un Pakistanais et un Coréen sont ainsi battus de quelques centimètres.
Charbib mesurait déjà 1,71 m à 15 ans, 2 m à 17 ans et 2,30 m à 18 ans. Il pèse 166 kilos et chausse du 55. Toutefois, sa santé pâtit de son gigantisme : des tests révèlent une hypersécrétion hypophysaire qui induit du diabète. Après plusieurs opérations, il vit avec une glycémie réduite et stabilisée.